# رينو 18
رينو 18 سيارة من إنتاج مصنع السيارات الفرنسي رينو.وتصنف السيارة كـ سيارة عائلية كبيرة.إصدار هذا الموديل جاء تعويضا لموديل رينو 12 وتلاه رينو 21.
بدأ إنتاجها سنة 1978 واستمر إلى غاية سنة 1986.